# Ka'ba
Ka'ba nebo Kába (arabsky الكعبة‎, doslova „krychle“) je stavba, která se nachází ve městě Mekka, uprostřed Velké mešity (Al-Masdžid al-Haram).
Ka'ba je nejposvátnějším místem islámu. Muslimové věří, že ji zde na svém putování postavil sám Abraham, který byl pověřen Bohem, aby na své cestě vystavěl oltář. Už v dobách, kdy na Arabském poloostrově panoval polyteismus, byla Ka'ba významným poutním cílem. Jedním z pilířů islámu je pouť do Mekky, při které věřící obcházejí sedmkrát tuto stavbu a doufají, že budou schopni dotknout se kamene, který je umístěn v jednom z jejích rohů.

## Popis stavby
Je to zděná stavba 15 m vysoká, 10 m široká a 12 m dlouhá. Její název pochází z arabského výrazu pro krychli (podle geometrie je to kvádr). Je přikrytá hedvábnými černými látkami (kiswa), které se každý rok mění. Do jihovýchodního rohu fasády svatyně Ka’by je vložen posvátný Černý kámen, obklopený stříbrným rámem. V severovýchodní stěně je vchod ve výšce asi 2 metry nad úrovní okolního prostranství a od roku 1979 je vyplněn 300 kilogramů vážícími zlatými dveřmi (v letech 1942 až 1979 byl otvor vyplněn dveřmi ze stříbra), ale vstup do budovy je povolován pouze výjimečně a malým skupinkám, přičemž při takové příležitosti je nutné přistavět speciální a rituální dřevěné schůdky na kolečkách, jež jsou jinak uloženy v okolní mešitě. Podlaha interiéru stavby je z mramoru a pískovce. Vnitřní stěny jsou do poloviny své výšky rovněž obloženy mramorem a jsou do nich vyryty verše z Koránu, horní poloviny stěn jsou zakryty zelenou látkou se zlatem vyšitými verši z Koránu, pečovatelé o stavbu pomazávají mramorové obložení vnitřních stěn stejným olejem, jako černý kámen ve fasádě svatyně. Strop Ka’by podpírají tři sloupy a mezi dvěma z nich stojí malý oltář.

## Historie
Podle pověsti ji vybudoval Adam po prvním manželském spojení se svou ženou, které se odehrálo na pahorku Arafát jihovýchodně od Mekky. Vybudoval ji po vzoru svatyně, ve které uctíval Boha v Ráji. Mekskou svatyni zničila Potopa světa, kterou Bůh seslal na lidi kvůli jejich zkaženosti. Nově ji, podle Koránu, postavil až praotec Ibráhím (Abraham) se svým synem Ismá'ílem (Izmaelem). Na jeho výstavbu byly použity kameny z pěti nejsvatějších hor světa – z Olivetské hory v Jeruzalémě, z hory Sinaj, z Libanonu, al-Džúdí (kde podle Koránu přistála Noemova archa) a z jeskyně Hirá, kde Mohamed později přijal první zjevení od Boha). Anděl Gabriel (Džibríl) mu prý také přinesl z nebe posvátný Černý kámen (al-Hadžar al-Aswad), jenž je vsazen do jihovýchodní stěny Ka'by. Podle moderních vysvětlení se nejspíše jedná o meteorit, ale kámen nebyl nikdy podrobně prozkoumán. Podle pověsti byl kámen původně bílý, ale zčernal vlivem polibků hříšných smrtelníků. Kámen byl dokonce několikrát v ohrožení – byl poškozen při obléhání Mekky vojsky 'Abd-alláha ibn al-Zubajra a v roce 929 byl na 20 let odnesen z Mekky pryč.

Ka'ba sloužila v období před působením Proroka Muhammada jako svatyně arabského boha Hubala, nejvyššího ze stovek bohů polyteistického náboženství staré Arábie. Před sochou Hubala docházelo k tradičnímu věštění pomocí šipkového věšteckého systému, který využíval sedm šípů vržených před sochu boha. Hubal platil na poutním místě Ka'ba za nejvyššího z tří set šedesáti bohů, spojených s jednotlivými dny roku. Arabský učenec Hisham Ibn Al-Kalbi (737–819) popisuje sochu boha Hubala jako podobiznu člověka z červeného achátu s pravou rukou uťatou a nahrazenou rukou ze zlata. Původ uctívání Hubala je podle historiků ve starověké Mezopotámii: někteří se kloní k názoru, že jde o Baala, významného boha Předního východu. Vedle Hubala byl dobře znám a v Mekce mezi ostatními také uctíván bůh al-Láh, tedy Alláh, podle mnoha badatelů tehdy spojován s měsíčním bohem Sínem. Arabský vzdělanec a cestovatel Ibn Battuta ve 14. století při své návštěvě Mekky zaznamenal, že Ka'ba obsahovala obrazy andělů a proroků včetně Ježíše z Nazareta a jeho matky Marie; uvnitř potom měly být i další obrazy proroků a andělů, a také pár beraních rohů, podle tradice patřící beranovi, jehož Ibrahím obětoval namísto syna Izmaele.

Technické schéma svatyně Ka’by (sever je vyznačen v pravém horním rohu schématu)

## Uctívání
Pouť do Mekky (Hadždž) je jednou z pěti povinností každého muslima a je prováděna v posledním měsíci muslimského roku, kterým je dhúlidždža (měsíc pouti). Před zahájením poutě se musí věřící zahalit do dvou kusů bílé sešité látky. Podle hlavního rituálu musí věřící sedmkrát obejít Ka'bu směrem doprava od Černého kamene. Vždy, když prochází kolem Černého kamene, políbí ho, pokynou mu na pozdrav nebo se ho dotknou. Tato pouť představuje pro všechny muslimy příležitost se společně pomodlit.